# Макогончук Володимир Анатолійович
Володимир Анатолійович Макогончук (народився 31 серпня 1958 у селі Тарасівка Ярмолинецького району на Хмельниччині) — генерал-майор міліції. Начальник УМВС України в Хмельницькій області протягом 2003–2005 років. Голова Хмельницької обласної організації ФСТ «Динамо» протягом 2003–2005 років.
До 2003 року був начальником управління державної автомобільної інспекції УМВС у Волинській області.
Від 2005 року — начальник управління Державного департаменту України з питань виконання покарань у Волинській області.
На виборах до Волинської обласної ради 2015 року балотувався від Аграрної партії України. На час виборів проживав у Зміїнці Луцького району, був пенсіонером.